# 니지마 조
니시마 조(일본어: 新島 襄, 1843년 2월 12일 - 1890년 1월 23일)는 일본의 개신교 전도사이며 교육자이며, 영어권 국가에서는 미국 유학 중에 사용한 이름인 조지프 하디 니지마(영어: Joseph Hardy Neesima)라는 이름으로 알려져 있다. 미국에서 유학했으며, 교토시에 도시샤 대학의 전신인 도시샤 영학교 (同志社英學校)를 설립했다. 청일 전쟁과 러일 전쟁에 종군한 일본의 간호사인 니지마 야에의 배우자로 잘 알려져 있다.